# 280 (število)

## V matematiki
280 je sestavljeno število.
280 je obilno število.